# Стрэнг, Уильям
Уильям Стрэнг, 1-й барон Стрэнг (англ. William Strang; 2 января 1893 — 27 мая 1978) — британский дипломат.

## Биография
Сын фермера. Образование получил в Университетском колледже Лондона и Сорбонне.
Участник Первой мировой войны с 1915 года. Окончил войну в звании капитана Британской армии.
С 1919 года — на дипломатической службе. С 1919 по 1922 года служил в британском посольстве в Белграде, с 1922 по 1930 год — в министерстве иностранных дел Великобритании.
В 1930—1933 годах — поверенный в делах Великобритании в СССР. Во время своего пребывания в Москве сыграл важную роль в процессе инженеров Metro-Vickers, на котором шесть британских инженеров были обвинены в шпионаже.
В 1933—1937 годах был заведующим отделом Лиги Наций, в 1937—1939 годах — заведующий Центрально-европейским департаментом МИД Великобритании, в 1939—1943 годах — помощник заместителя министра иностранных дел Великобритании. Советник правительства Великобритании с 1930-х до 1950-х годов, заместитель министра иностранных дел Великобритании с 1949 до 1953 года.
Участвовал в переговорах Н. Чемберлена с А. Гитлером во время чехословацкого кризиса 1938 года.
Как уполномоченный министерства иностранных дел Великобритании участвовал в англо-франко-советских переговорах 1939 года в Москве.
Принимал участие в работе Московская конференция министров иностранных дел СССР, США и Великобритании 1943 года.
Участник Европейской консультативной комиссии (1943).
В июне 1945 года назначен политическим советником главнокомандующего британскими оккупационными войсками в Германии Б. Монтгомери.

## Награды
- Рыцарь Большого креста Ордена Бани
- Орден Британской империи (1918)
- Орден Бани (1939)
- Рыцарь-Командор Ордена Святых Михаила и Георгия (1943)
- Рыцарь Великого Креста Ордена Святых Михаила и Георгия (1950)
- Кавалер Ордена Святых Михаила и Георгия (1953)
- Титул барона Стрэнг (1954)